# Namsskogan (stacja kolejowa)
Namsskogan – stacja kolejowa w Namsskogan, w okręgu Trøndelag w Norwegii, jest oddalona od Trondheim o 290,25 km. Jest położona na wysokości 215,9 m n.p.m.

## Ruch dalekobieżny
Leży na linii Nordlandsbanen. Stacja przyjmuje trzy pary pociągów do Trondheim i Bodø.

## Obsługa pasażerów
Parking, poczekalnia, WC, przystanek autobusowy, postój taksówek.